# Leutersdorf (Turíngia)
Leutersdorf é um município da Alemanha localizado no distrito de Schmalkalden-Meiningen, estado de Turíngia.
Pertence ao Verwaltungsgemeinschaft de Salzbrücke.